# Diethylentriamin
Diethylentriamin (kurz DETA) ist eine chemische Verbindung aus der Gruppe der aliphatischen Amine. Dieses Polyamin liegt in Form einer gelblichen (in reinem Zustand farblosen) Flüssigkeit mit ammoniakartigem Geruch vor.

## Gewinnung und Darstellung

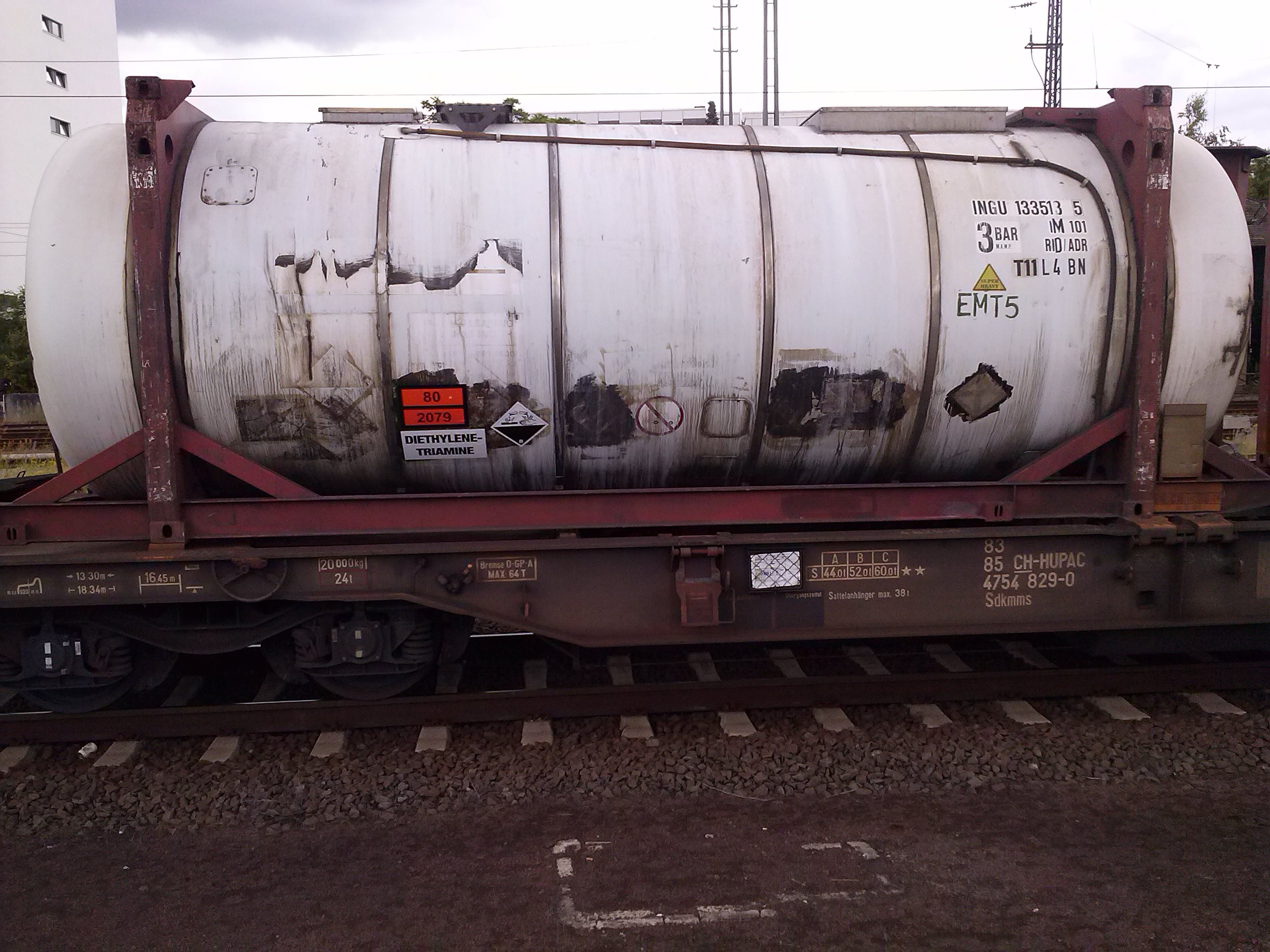
Diethylentriamin wird großtechnisch produziert. Im Bild ein Tankcontainer mit DETA auf einem Güterwagen.

Diethylentriamin kann auf verschiedenen Wegen hergestellt werden, so durch Anlagerung von Ammoniak an Ethen oder durch Reaktion von Dichlorethan mit Ammoniak und anschließender Neutralisation mit Natriumhydroxid.
Jährlich werden in Europa etwa 25.000 bis 30.000 Tonnen produziert. Damit zählt es zu den chemischen Substanzen, die in großen Mengen hergestellt werden („High Production Volume Chemical“, HPVC) und für die von der Organisation für wirtschaftliche Zusammenarbeit und Entwicklung (OECD) eine Datensammlung zu möglichen Gefahren („Screening Information Dataset“, SIDS) angefertigt wurde.

## Eigenschaften
Chemisch ist Diethylentriamin ein Analogon von Diethylenglykol. Die wässrige Lösung von Diethylentriamin reagiert stark alkalisch. Diethylentriamin hat eine Dielektrizitätskonstante von 12,0 (bei 25 °C und 1 kHz) und einen Ausdehnungskoeffizient von 0,00106·K−1 (bei 20 °C).

## Verwendung
In der Komplexchemie ist Diethylentriamin ein wichtiger Chelatligand. Durch Umsetzung mit fünf Mol Bromessigsäure entsteht DTPA (Diethylentriaminpentaessigsäure). Es wird weiterhin als Härter (für Epoxidharze) und als Zwischenprodukt zur Herstellung anderer chemischer Verbindungen (z. B. Cyclen) verwendet. Diethylentriamin kann außerdem ähnlich wie Ethylendiamin zur Sensibilisierung von Nitromethan zur Erzeugung von Flüssigsprengstoffen verwendet werden. Gemischt mit UDMH kann es als Raketentreibstoff (Hydyne/Hydine = 60 % UDMH und 40 % Diethylentriamin; MAF-3 = 20 % UDMH und 80 % Diethylentriamin) dienen, was z. B. bei der amerikanischen Juno-I Rakete benutzt wurde. Diethylentriamin dient auch als Basismonomer für Reaktivpolymere, die u. a. als Nassfestmittel für Papier verwendet werden.

## Sicherheitshinweise
Bei Kontakt mit Diethylentriamin besteht die Gefahr der Sensibilisierung der Haut. Bei der Verbrennung von Diethylentriamin bilden sich giftige Gase, darunter nitrose Gase.

## Nachweis
Diethylentriamin kann durch HPLC mit UV-Detektion nachgewiesen werden.